# 교사

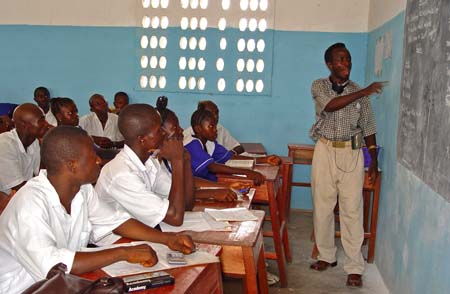
학교에서 수업을 가르치는 교사

교사(敎師)는 학생들을 가르치는 공무원으로, 일반적으로 국가에서 정한 법령에 따라 자격증을 갖추고 학생에게 국가에서 지정한 과목, 종목의 교육 이수의 과정에서 이끌어주거나 도움을 주거나 설명을 하는 사람을 말한다. 
좁게는 교육공무원으로 임용된 자 또는 교사자격증(교원자격증2급)을 소지한 자, 국공립학교의 교원과 사립학교의 교원을 부르며 넓게는 이들을 비롯하여 중학교와 대학 그리고 학교의 교수(敎授) 등을 포함한다.
한국에서는 유교적인 사고관에 의해 교사를 임금, 국가, 부모와 같은 위치로 간주하기도 했다. 대한민국에서는 1960년대부터 교사도 일종의 노동자라는 의견이 제기되었고, 1990년대 이후에는 전문 직업인, 평생 안정된 직장(또는 직업)으로 보는 시각도 등장했다.

## 명칭

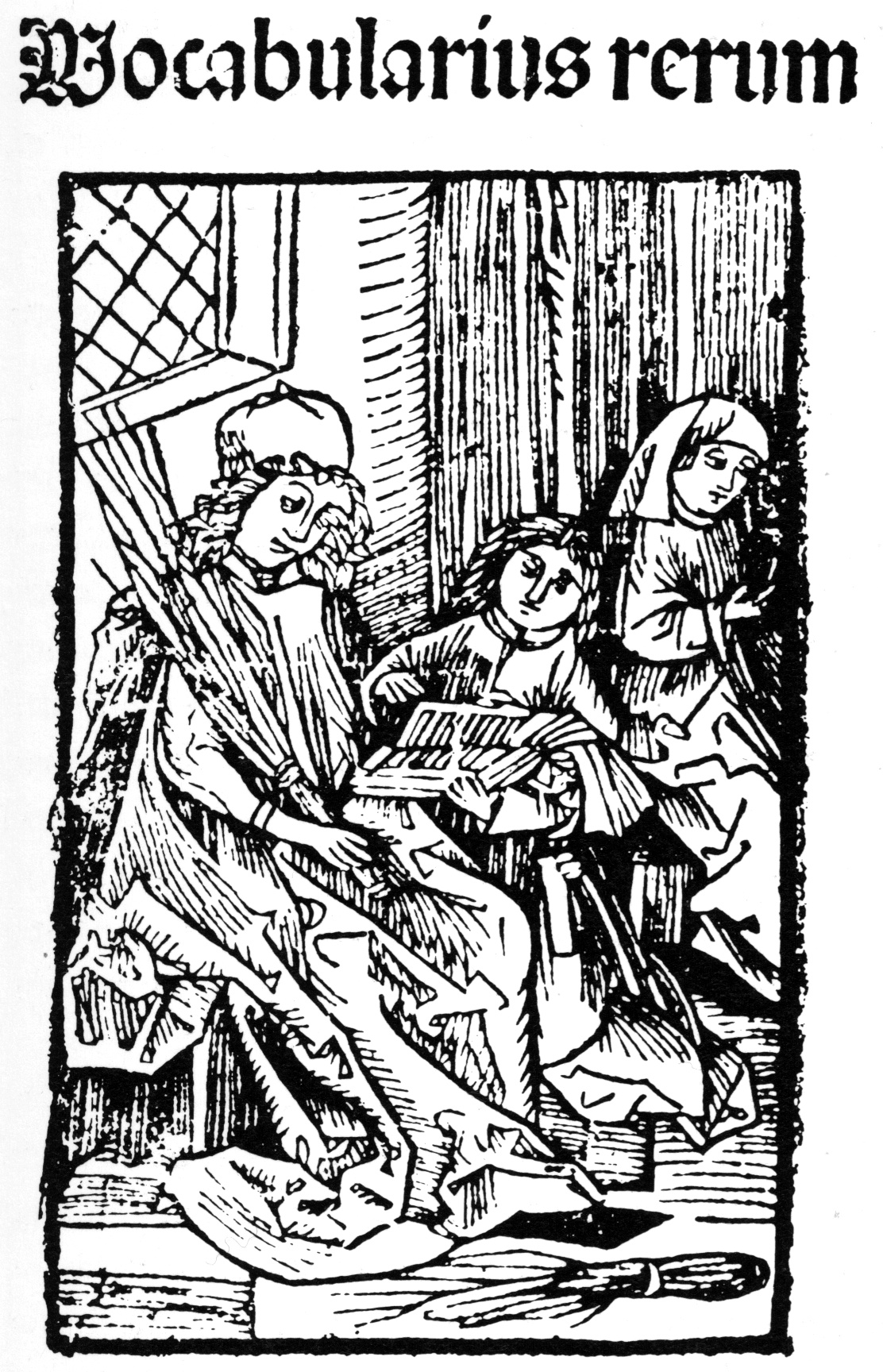
라틴어 학교의 교사와 두 학생, 1487

'학생'에 상대되는 의미로서 가르치는 사람들을 통틀어 교수자(敎授者)라고 한다. 교육에서 교사는 학생들의 배움을 촉진하며, 이는 종종 학교나 학원, 또는 야외에서 이루어진다. 개인적으로 학생을 가르치는 교사는 '가정교사'로 부르기도 한다.
다른 칭호로는 교원(敎員)이 있는데, 학교 직원 전체를 말하는 교직원과는 뜻이 구별된다. 그러나 일반적으로 가정에 사적으로 초빙한 이는 가정교사라 하여 교사로 부르나, 학원의 강사나 해설사를 교사라 부르지는 않는다.

## 교사의 역할
교사의 역할은 문화권에 따라 다양하다. 학문적인 내용은 거의 대부분의 사회에서 강조되지만, 교사의 업무는 기술, 직업교육, 영적인 가르침, 시민으로서의 소양, 단체사회에서의 역할, 생존 기술 등을 포함하기도 한다. 과학적인 교육학이 적용된 근대 학교에서 교사는 다른 전문직종과 마찬가지로 특수한 직종의 종사자로 정의된다. 학창시절의 거의 대부분을 학교에서 보내기 때문에 교사의 역할이 학생들에게 많은 영향을 미치기도 한다. 이때 교사는 단순히 주입식 교육이나 강의식 수업뿐만이 아니라 학생들이 스스로 생각하고 문제를 해결해 나가며 창의성을 기를 수 있도록 하는 것 또한 교사의 역할이자 교사가 갖추어야 할 덕목이다. 학생들의 성장에 도움이 되는 지식이나 정보 제공을 통해 학생들의 변화와 발전에 도움을 준다.

## 교사의 자질

### 열정
수업 과정과 학생들에게 열정을 보이는 교사는 긍정적인 학습 경험을 만들어 낼 수 있다. 이런 교사들은 암기를 가르치는 것이 아니라 매일 수업 자료를 즐겁게 하려는 시도를 한다. 반복적으로 같은 교육 과정을 다루는 교사들은 교육자의 자료에 관한 지루함이 학생들에게 전달되지 않도록 열정을 유지하는 것을 어렵게 느낄 수도 있다.
열정적인 교사들은 학생들에 의해 수업에 열정을 보이지 않은 교사보다 더 좋은 평가를 받는다. 이처럼 열의를 보이는 교사들은 배움에 있어 참여적이고, 능동적이며 적극적인 학생들을 가질 가능성이 크다. 최근 연구는 교사의 열정과 학생의 배움과 교실에서의 활력에 대한 동기 사이에 관계가 있음을 밝혀내기도 했다. 대학생들의 본질적 동기를 탐구한 실험은 개방적인 제스처와 열정적인 몸짓 등의 비언어적인 표현과 감정적인 얼굴 표현이 학생들의 배우고자 하는 동기를 높이 끌어올린다는 것을 증명했다. 그러나 교사의 열정이 동기를 발전시키고 학습 참여도를 높인다는 것이 증명되었음에도 불구하고 그것이 반드시 배움의 결과나 내용의 암기를 향상시킴을 의미하지는 않는다.
교사의 열정이 학생의 내재적인 동기를 향상시키는 것에는 다양한 매커니즘이 존재한다. 교사의 열의는 수업 분위기를 활기차게 만들고 학생이 배우는 것에 대해 관심과 흥미를 가지도록 기여할 수 있다. 또한 열의를 가진 교사는 학생들이 자신의 배움의 과정에 더 자기 주도적으로 행동하도록 이끌 수도 있다. 그리고 열의는 동기를 부여하는 장치의 역할을 해 교사가 가르치는 자료의 다양함과 참신함에 학생이 놀라움과 흥미를 가지도록 할 수도 있다. 마지막으로 감정 전염이 작용해 학생들이 선생님의 열정과 에너지를 알아보고 자신들도 열의를 가지게 될 수 있다.

### 학습자와의 소통
학생의 동기와 학교에 대한 태도는 교사와의 관계와 밀접한 관계에 있다. 열정적인 교사는 학생들과 긍정적인 관계를 형성하는 것에 특히 좋은 영향을 미친다. 학생의 빠른 성취를 촉진시키는 효과적인 학습 환경을 만들어내는 교사들의 능력은 그들이 학생과 어떤 관계를 맺는가에 달려있다. 도움이 되는 교사와 학생 간의 소통은 개인적 성취와 학업적 성공을 연결 짓는데 중요한 역할을 한다. 여기서 개인적 성취는 학생이 자신을 발전시키고자 하는 내면의 목표이고, 학업적 성공은 학생이 상급자로부터 얻게 되는 목표를 포함한다. 교사는 반드시 학생의 개인적 성취와 학업적 성공이 함께 진행되도록 지도해야 한다. 이렇게 긍정적인 영향을 얻는 학생들은 강한 자신감을 보이고 교사와 교류가 없는 학생보다 뛰어난 성취를 보이게 된다. 학생들은 친절하고 힘을 주는 선생님과 강한 관계를 맺는 경향이 있으며 이런 선생님의 수업에 더 많은 관심을 보인다. 학생들과 소통하고 직접적으로 교류하는데 많은 시간을 쓰는 선생님은 지원적이고 좋은 선생님으로 인식된다. 좋은 교사는 학생의 참여와 의사 결정을 이끌어 내고, 수업을 즐겁게 만들며 재미있게 가르치고자 하는 마음을 행동으로 보여준다.

## 교육 활동
교육의 목표는 전형적으로 교과 과정, 학과 계획, 또는 배우거나 생각하는 기술을 포함한 실용적인 기술이 된다. 교사가 교수법을 선택할 때에는 학생의 지식 배경, 환경, 학습의 목적을 고려할 필요가 있다. 교사는 적절한 권위에 의해 인정받는 정형화된 교과과정을 따를 수 있다. 교사는 아이로부터 어른에 이르기까지의 각 연령의 학생들이나, 능력이 다른 학생들, 학습장애가 있는 학생들과 영향을 주고받을 수 있다.

## 각국의 교사

### 대한민국
동아시아의 유교 사상에서는, 가르치는 자를 임금, 부모와 동격의 높은 존재로 대우하였다. 그에 대한 유습으로 20세기 중반까지만 해도 중국과 일본, 대한민국 등지에서는 교사를 스승이라 부르며 존경하였다. 다만 원래 아무나 스승 대우를 받는 게 아니었다. 조선까지만 해도 스승, 즉 선생(先生)이란 표현은 학식과 덕이 높은 사람에게만 붙이는 칭호였으며 현재의 교사 정도는 딱히 스승으로 여겨지지도 않았다. 그러나 이후 동아시아 전반에서 근대화가 진전되면서 몇몇 서민들이 사기를 치기 시작했고 최근에는 인식이 급속히 약화되고 있다.
대한민국에서는 교육공무원법 제3장의 제6조, 제6조 1항, 2항, 제7조, 제8조를 통해「유아교육법」 제22조제2항 및 「초·중등교육법」 제21조제2항에 따른 자격이 있는 사람, 「유아교육법」 제22조 제3항 및 「초·중등교육법」 제21조제3항의 자격이 있는 사람,「유아교육법」 제22조 제1항 및 「초·중등교육법」 제21조 제1항에 따른 자격이 있는 사람, 교수·부교수·조교수·전임강사 및 조교는 「고등교육법」 제16조에 따른 자격이 있는 사람이라 하여 교사자격증(교원자격증(정교사)2급)을 취득한 사람어야 한다고 명시되어 있다. 대한민국에서는 1982년부터 세종대왕의 탄신일인 5월 15일을 '스승의 날'로 지정하여 기념하고 있다.
한편 대한민국의 교사는 행정부국가공무원, 특정직공무원, 교육공무원의 신분을 갖는 국공립학교의 교사와 교육공무원법 제2조 및 사립학교법 제55조 내지 제60조 3항의 적용을 통해 교육공무원으로 의제되는 사립학교의 교사로 이루어져 있다.
공무원으로서의 교사는 교원자격증을 소지하고 1년에 한번 한국교육과정평가원에서 1차 시험 문항을 출제하고 17개 시도교육청 단위로 시행되는 교사임용후보자선정경쟁시험에 응시하여 합격함으로써 임용된다. 여타 공무원과는 달리 다른 경력이 없더라도 초임호봉은 8호봉이며, 교육대학 또는 사범대학을 졸업한 경우 1호봉이 가산되어 9호봉으로 획정된다.
차상위 직위로는 교감, 최상위 직위로는 교장이 있으며, 해당 직위에서 직위해제 처분을 받으면 해당 처분 기간 동안 교사가 된다. 아울러 교사로서 근무한 경력은 교육경력이라 하여 교육전문직원으로 전직할 수 있는 요건이 된다.
교감, 교장과 함께 교원이라 칭하며, 교원은 다시 교육전문직원(장학사, 장학관, 교육연구사, 교육연구관)과 함께 교육공무원이라 칭한다.
대한민국의 교사는 특정직공무원이므로 일반직공무원에게 부여하는 계급(1~9급)이 없으나, 행정부 및 인사혁신처 예규와 교육부 인사실무편람 등에 의거해 통상 일반직 6~7급 상당의 대우를 하며, 보수는 최대 일반직 4급 28호봉(4급 공무원의 최대호봉) 수준까지 보장받을 수 있다. 각종 직책보임, 파견, 전직요건 등의 사례를 살펴보면 교육경력이 만 3년 미만인 2급 정교사(일반적으로 11호봉 이하)인 경우 일반직 7급, 교육경력이 만 3년 이상으로 자격연수를 이수한 1급 정교사(일반적으로 12호봉 이상)인 경우 일반직 6급에 상응한다고 본다. 단, 교감(일반직 5급 상당)이나 교장(일반직 4급 상당)으로 직위가 승진되거나 상당계급이 5급 이상인 교육전문직원(장학관 또는 교육연구관)으로 전직한 경우에는 대우가 상이하다.
남성 교사의 경우, 특정 인원들을 훈육시킨다는 공통점으로 인해 여타의 직업보다 병역의 의무를 장교로 이행한 사람의 비율이 높은 편이다.
2023년 9월, 잇따른 교사들의 사망 사고로 인해 교권보호법이 제정되었다.

### 미국
연방제 국가인 미합중국의 교사는 주(州)마다 임용방식과 대우, 보수 등이 매우 상당하다. 평균적으로 동부 지역이 서부 지역에 비해 좋은 대우와 보수를 보장하고 있다. 동북아 삼국과는 달리 국공립학교 교사의 신분은 민간인이며, 주로 연간단위 계약을 통해 임용되는 경우가 거의 대부분이다. 교사의 상급자이자 학교의 관리자인 교장 또한 계약에 의해 임용되는 경우가 많다.

### 중국
중화인민공화국의 교사는 대한민국과 유사한 경로를 통해 육성, 임용된다. 즉 전국단위의 사범대학을 졸업한 뒤 국가시험을 통해 임용되는 구조이다. 90년대 초중반까지 교사에 대한 처우가 매우 열악하여, 언론을 통한 문제제기가 빈번하였으나, 이후 점진적인 제도개선을 통해 최근에는 민간기업의 평균임금과 유사한 수준의 보수가 보장되고 있다. 낮은 보수에 비해 상대적으로 사회적 지위는 높은 편인데, 이는 문화대혁명기를 제외하면 중국에서는 전근대시대부터 가르치는 자에 대한 존중의 의식이 강했던 영향으로 해석된다.

### 일본
일본국은 중화인민공화국과 더불어 대한민국과 교사의 지위 등이 유사한 국가이며, 두 나라와 마찬가지로 사범대학을 졸업한 교사자격증 소지자를 대상으로 임용시험을 시행해 국공립학교의 교사를 선발한다. 다만 일본의 교사는 대한민국의 경우와는 달리, 국공립교사와 사립교사 간의 대우가 매우 다르다. 일본에서는 사립교사에 대한 신분 및 보수가 국공립교사와 같은 수준으로 보장되지 않으며, 이러한 제도적 차이가 결과적으로 대부분의 사립학교가 국공립학교에 비해 열악한 상황에 처하게 되는 원인으로 작용하고 있다. 또한 국가에서 교사자격을 관리하는 대한민국과는 대조적으로 일본에서는 도도부현(우리나라의 광역자치단체에 해당)에서 자체적으로 교사 자격을 관리하며 징계 규정도 지역마다 다르게 양정한다. 다만 2016년 하반기에 접어들면서 일본에서도 교사자격과 징계규정을 도도부현이 아닌 국가, 즉 중앙정부가 관리하여야 한다는 여론이 고조되기 시작하였다.

## ㄱ교사전문성ㅋ
전문직이나 특정한 분야의 전문가에 대한 탐구는 오래전부터 계속되어 왔다. 이러한 형태의 연구는 인지심리학자들에 의해 시작되어 전문가의 특성, 능력 및 기능 등이 조사되기 시작했다. 본 연구는 교사 전문성 연구의 발달과정, 일반교사 및 체육교사의 전문성, 그리고 연구의 한계점과 교사교육의 방향 및 적용방안을 제시하는 데 그 목적이 있다. 교사 전문성 연구는 교사로 하여금 전문교사들의 교육관점과 행동들을 이해함으로써 자신의 교직활동을 점검하고 전문교사가 되기 위한 방향설정 및 전문성 개발에 주력하도록 한다. 전문성 연구는 de Groot(1965)의 체스 연구를 시작으로, 물리, 의학, 타이핑, 건축, 법학, 컴퓨터, 스포츠 등 전문가의 지식, 사고과정, 행동양식들이 조사되었다. 이 연구의 흐름은 교육학에도 영향을 미치게 되어 Berliner(1988)의 주축으로 교사 전문성 연구의 틀과 방향이 소개되었다. 교사의 발달단계를 신참교사, 경력교사, 능력교사, 우수교사 및 전문교사로 구분하여 각 단계의 교사가 가지는 특징을 열거하였다. 교사 전문성 연구의 가장 대표적인 연구 패러다임은 전문교사-초보교사의 비교연구로, 수학과 과학에서 시작되었다. 이 연구들은 방법론과 관점론 측면에서 두 가지 연구의 한계점을 가진다. 스포츠 교육 분야에서는 Schempp와 그의 대학원생들의 노력으로 교사 전문성 연구의 많은 발전을 이룩하였다. 스포츠 교육의 전문성 연구는 계속 이어질 전망이며, 연구의 대상이 체육교사 및 코치 뿐만 아니라 스포츠 지도자의 전문성으로 확대되고 있다.

## 기타
- 병역법 67조에 의거한 '전시 병력동원 후순위 조정제도'에 따르면, 국가재건을 위한 교육기관 필수요원에 해당하는 초등학교 교사, 특성화 고등학교의 전문교과 교사는 전시에 전장이 아닌곳의 교육기관에서 종사를 하게 된다.
- 안전행정부 예규 제443호 공무원 임용 규칙의 별표1 공무원 경력의 상당계급기준표에 따르면, 초,중등 교원은 11호봉 이하인 경우 일반직 7급 상당, 12-15호봉인 경우 일반직 6급 상당, 16-23호봉인 경우 일반직 5급 상당, 24호봉 이상인 경우 일반직 4급 상당의 보수상 대우를 받는다.
- 교사의 전망은 유지하거나 감소할 것으로 보인다.[6]
- 중국어교사가 되기 위해서는 중국어 교육과를 나오거나 중어중문학과에서 교직이수를 해야한다

## 같이 보기
- 수습교사